# نهيد (اسم)
نهيد هو اسم علم مذكر من أصل عربي، ومعناه هو الجليس في الطعام والشراب النديم الزبدة الجامدة البارز المرتفع.

## وصلات خارجية
- موسوعة السلطان قابوس لأسماء العرب